# Patsy Guzzo
Patrick „Patsy“ Guzzo (* 14. Oktober 1917 in Ottawa, Ontario; † 16. Januar 1993 ebenda) war ein kanadischer Eishockeyspieler. Bei den Olympischen Winterspielen 1948 gewann er als Mitglied der kanadischen Nationalmannschaft die Goldmedaille.   

## Karriere
Patsy Guzzo begann seine Karriere als Eishockeyspieler 1933 bei Ottawa Westboro. Von 1935 bis 1939 war er für Ottawa LaSalle aktiv. Anschließend verbrachte er drei Jahre bei den Hull Volants. In der Folgezeit spielte er für zahlreiche verschiedene Mannschaften im Amateurbereich. In der Saison 1948 nahm er mit den RCAF Flyers an den Olympischen Winterspielen teil. Nach dem Turnier blieb er noch weitere zwei Jahre bei den RCAF Flyers, ehe er seine Karriere beendete und ein Sportgeschäft in Ottawa führte. 

### International
Für Kanada nahm Guzzo an den Olympischen Winterspielen 1948 in St. Moritz teil, bei denen er mit seiner Mannschaft die Goldmedaille gewann. In acht Spielen erzielte er fünf Tore und sieben Vorlagen. 

## Erfolge und Auszeichnungen
- 1948 Goldmedaille bei den Olympischen Winterspielen